# 白洋河水库
白洋河水库是中国湖北省黄冈市浠水县境内的一座水库，位于巴水水系白洋河支流上，建于1959年。水库正常库容为1714万立方米，集雨面积为21.4平方千米，海拔为84.88米。
2020年7月5日晚上7時，水庫的水位上漲至84.62米，7月6日中午12時出現壩體滑動變形，2.9萬名民眾需要疏散。